# صادق ساسی
صادق ساسی (عربی: الصادق ساسي؛ زادهٔ ۱۵ نوامبر ۱۹۴۵) بازیکن سابق فوتبال اهل تونس است.
وی در تیم ملی فوتبال تونس ۱۱۶ بازی انجام داده است و عضو این تیم در جام جهانی فوتبال ۱۹۷۸ بوده است.